# Bobadela (Celanova)
Bobadela (llamada oficialmente Santa María de Bobadela) es una parroquia del municipio español de Celanova, en la provincia de Orense, Galicia.

## Organización territorial
La parroquia está formada por seis entidades de población:
- Barrio
- Campo
- Pereiras (As Pereiras)
- Pousa (A Pousa)
- Quintairos
- Souto (O Souto)

## Demografía
| Gráfica de evolución demográfica de Bobadela entre 2000 y 2022 |
|                                                                |
| Datos según el nomenclátor publicado por el INE.               |